# منتخب جمهورية الدومينيكان لكرة اليد
منتخب جمهورية الدومينيكان لكرة اليد (بالإسبانية: Selección de balonmano de la República Dominicana) هو ممثل جمهورية الدومينيكان الرسمي في المنافسات الدولية في كرة اليد
.